# Pierre Michault
Pierre Michault (* 15. Jahrhundert; † 15. Jahrhundert) war ein französischer Dichter.

## Leben und Werk
Pierre Michault war in den 1460er Jahren als Geistlicher am burgundischen Hof Sekretär des Erbprinzen und späteren Karl der Kühne, dann Kaplan des apostolischen Protonotars Artus (auch: Arthur) de Bourbon. Er ist der Autor von 3 Werken in virtuoser Versdichtung: La Danse des Aveugles, Le Procès d’honneur féminin und Le doctrinal du temps présent. Das ihm früher ebenfalls zugeschriebene Werk La Complainte sur la mort d’Ysabeau de Bourbon stammt offenbar von Amé de Montgesoie.

## Werke
- La dance des aveugles, composée en vers français par Pierre Michault. Hrsg. Adam Pilinski. Labitte, Paris 1884. Slatkine, Genf 1974.
  - (niederländisch) Van den drie blinde danssen. Naar de nederlandse bewerking van 1482. Hrsg. W. J. Schuijt. Wereld-Bibliotheek, Amsterdam 1955.
- Le Procès d’honneur féminin de Pierre Michault. Hrsg. Barbara Folkart. In: Le moyen français 2, 1978, S. 3–133.
- Le doctrinal du temps présent de Pierre Michault (1466). Hrsg. Thomas Walton. Droz, Paris 1931.
- Œuvres poétiques. Hrsg. Barbara Folkart. Union générale d’éditions 10–18. Paris 1980.
  - Le Procès d’honneur féminin. La Dance aux aveugles. La Complainte sur la mort d’Ysabeau de Bourbon.